# Moșuni, Mureș
Moșuni (în maghiară Székelymoson) este o localitate componentă a orașului Miercurea Nirajului din județul Mureș, Transilvania, România.

## Istoric

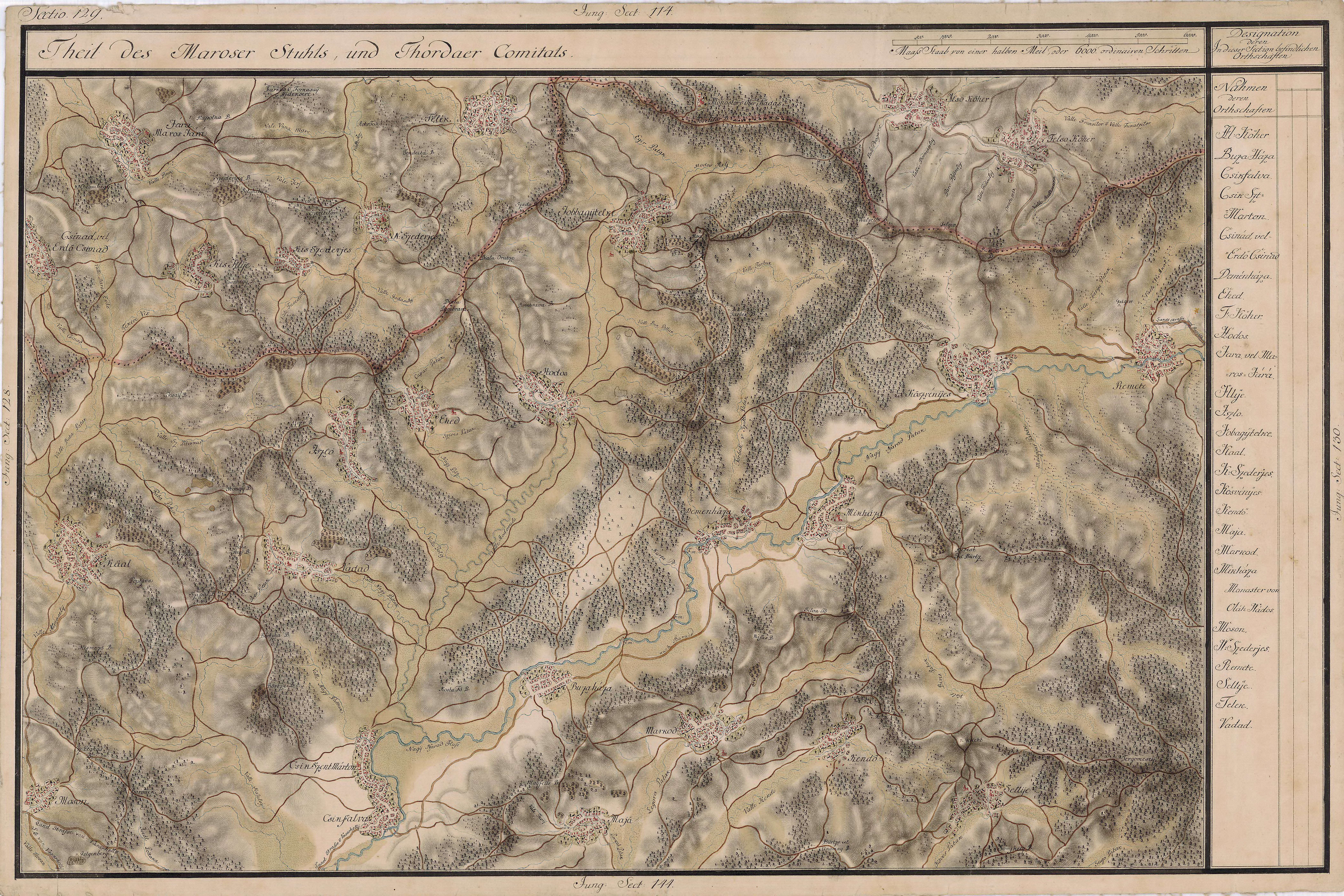
Moșuni pe Harta Iosefină

Pe Harta Iosefină a Transilvaniei din 1769-1773 (Sectio 129), localitatea a apărut sub numele de „Moson”. 
Primele familii de români s-au stabilit în sat în secolul XVII.
Biserica reformată din Moșuni a fost construită în 1790 în stil baroc din donația contesei Krisztina Toldalaghi

## Monumente
- Biserica reformată din Moșuni ( MS-II-m-A-15729)

## Obiective memoriale
În mormântul soldaților germani din Al Doilea Război Mondial, amplasat în curtea bisericii din localitate și amenajat în anul 1944, sunt înhumați 96 militari. 

## Personalități
- contele Ádám Lázár (1862), scriitor

## Imagini

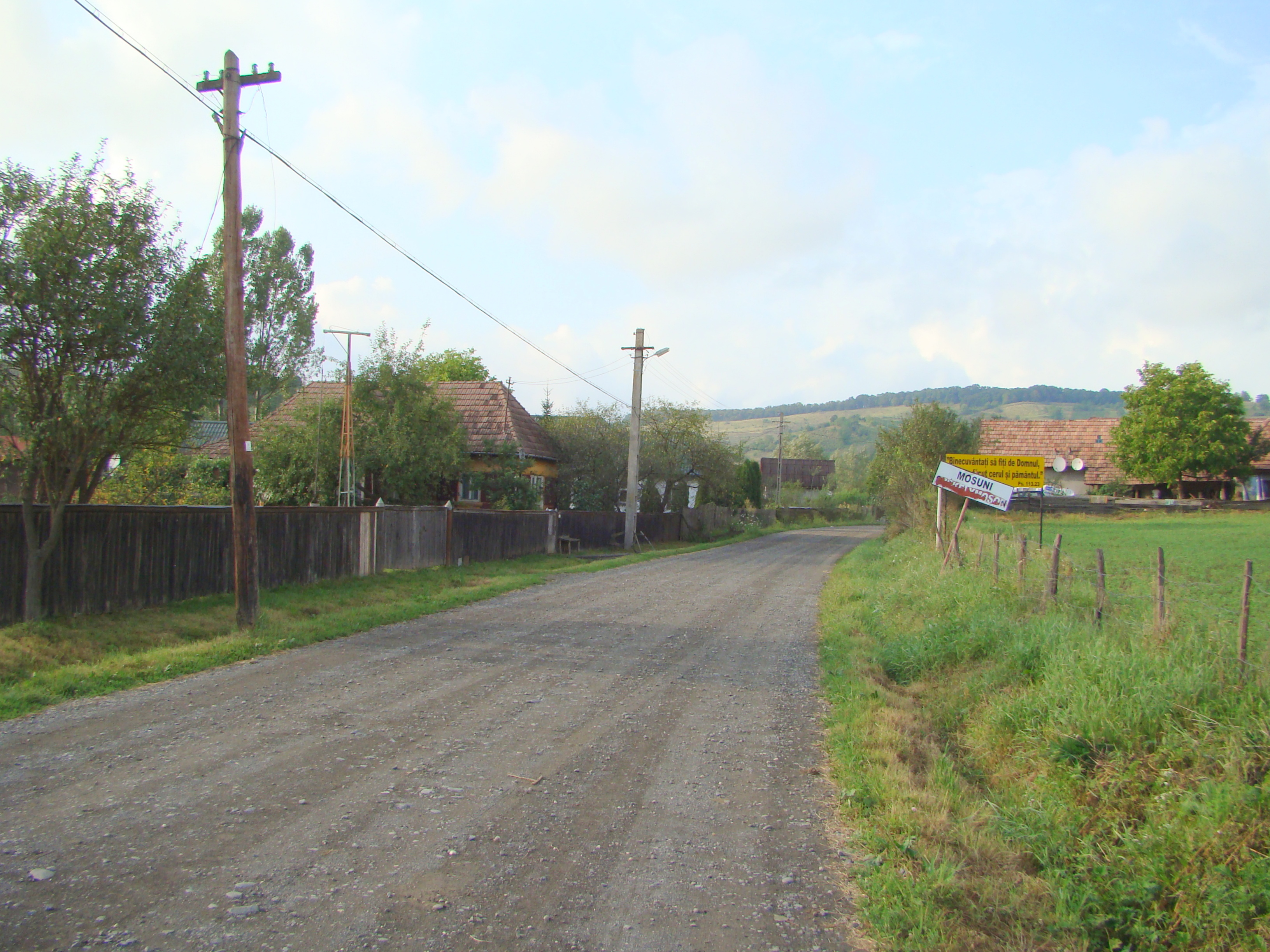
Intrarea în localitate
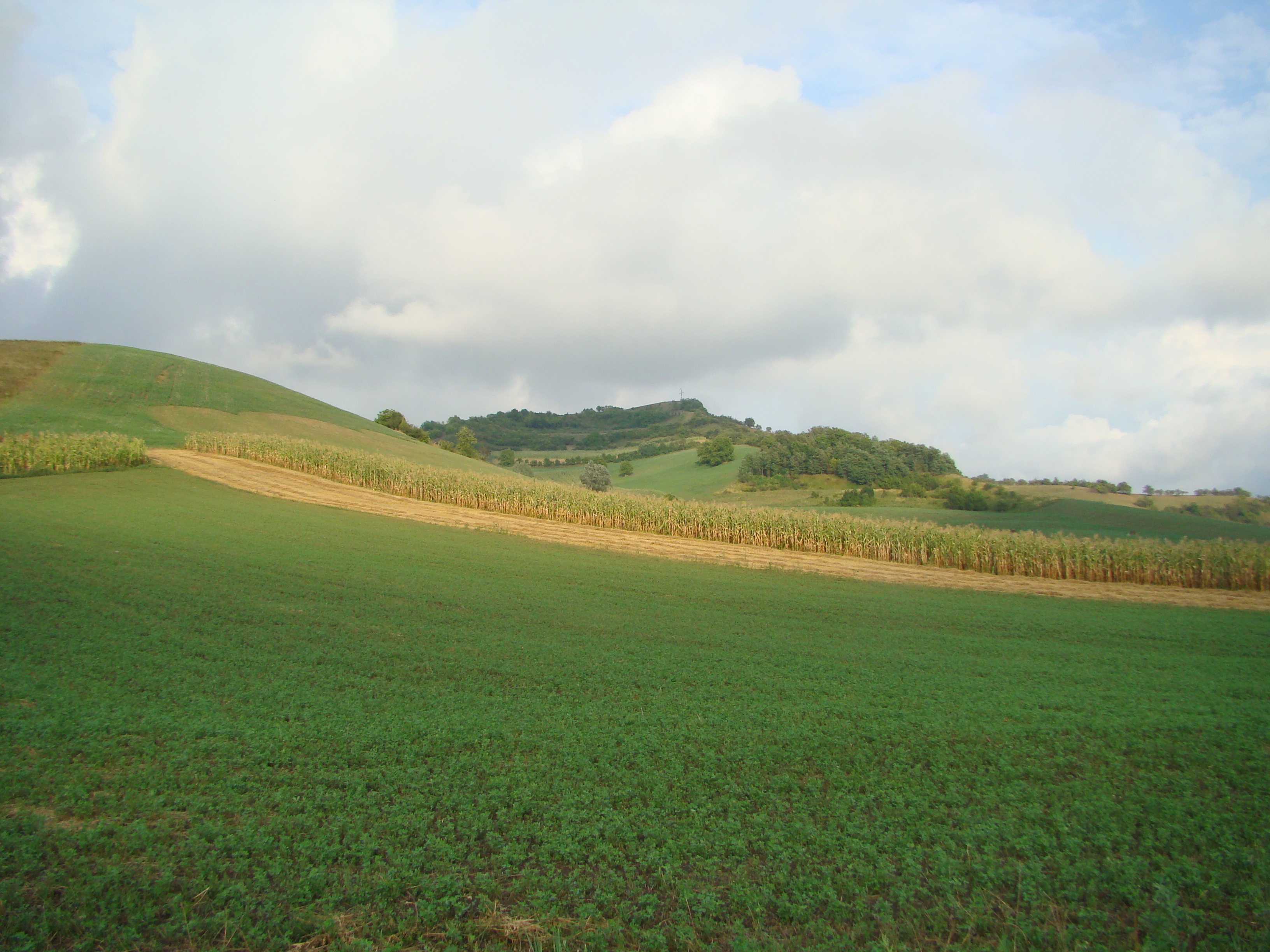
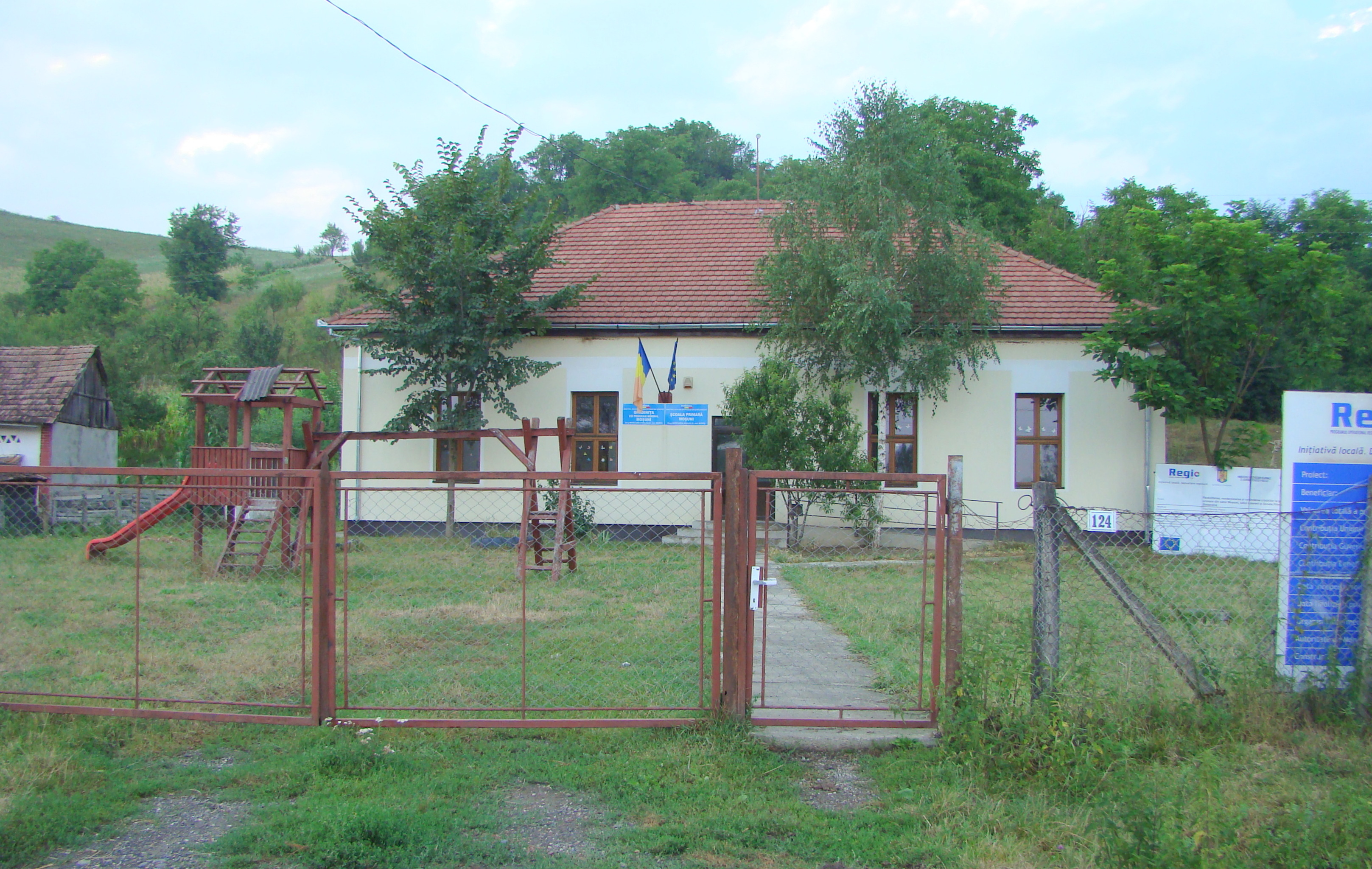
Școala primară
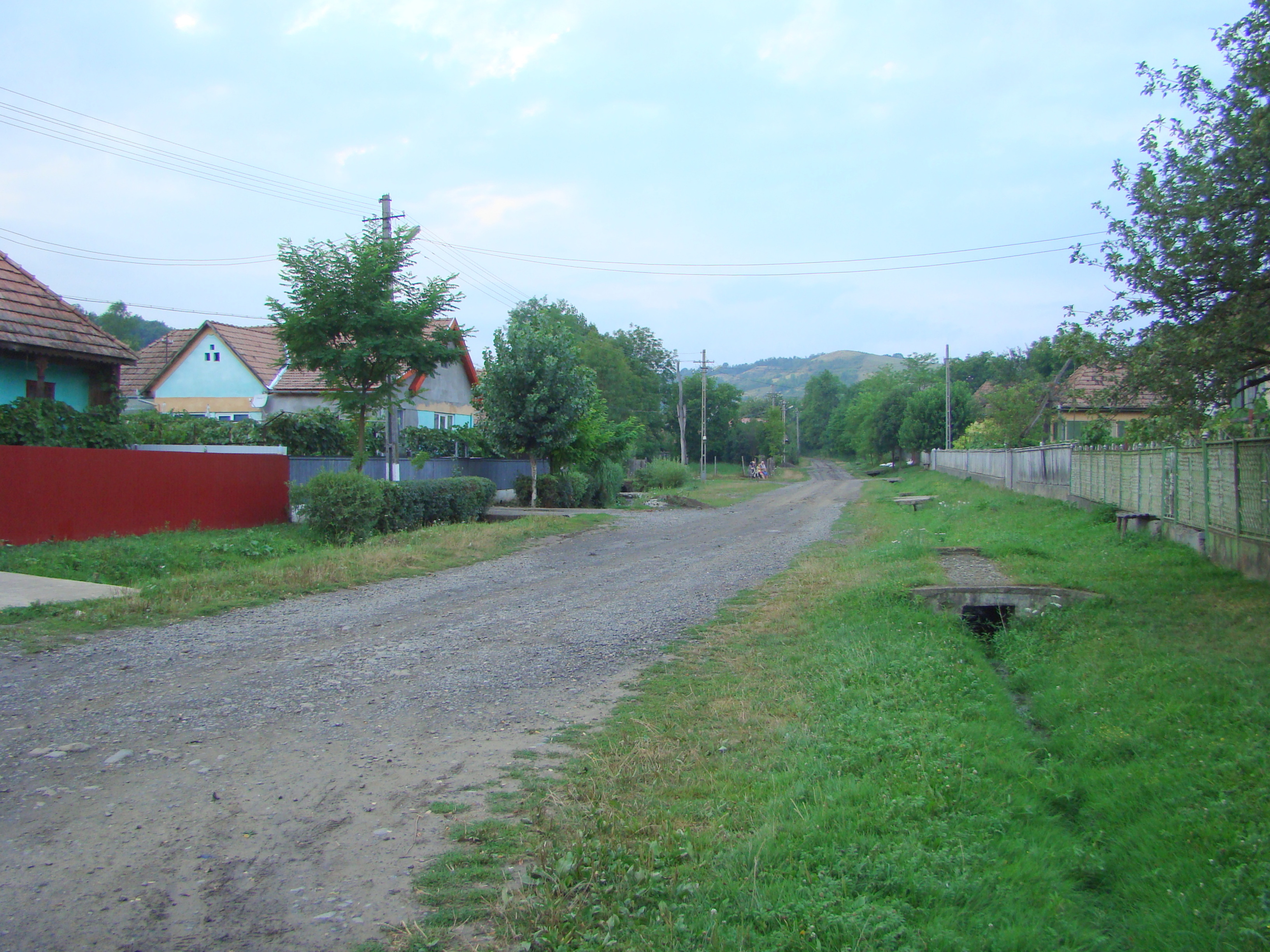
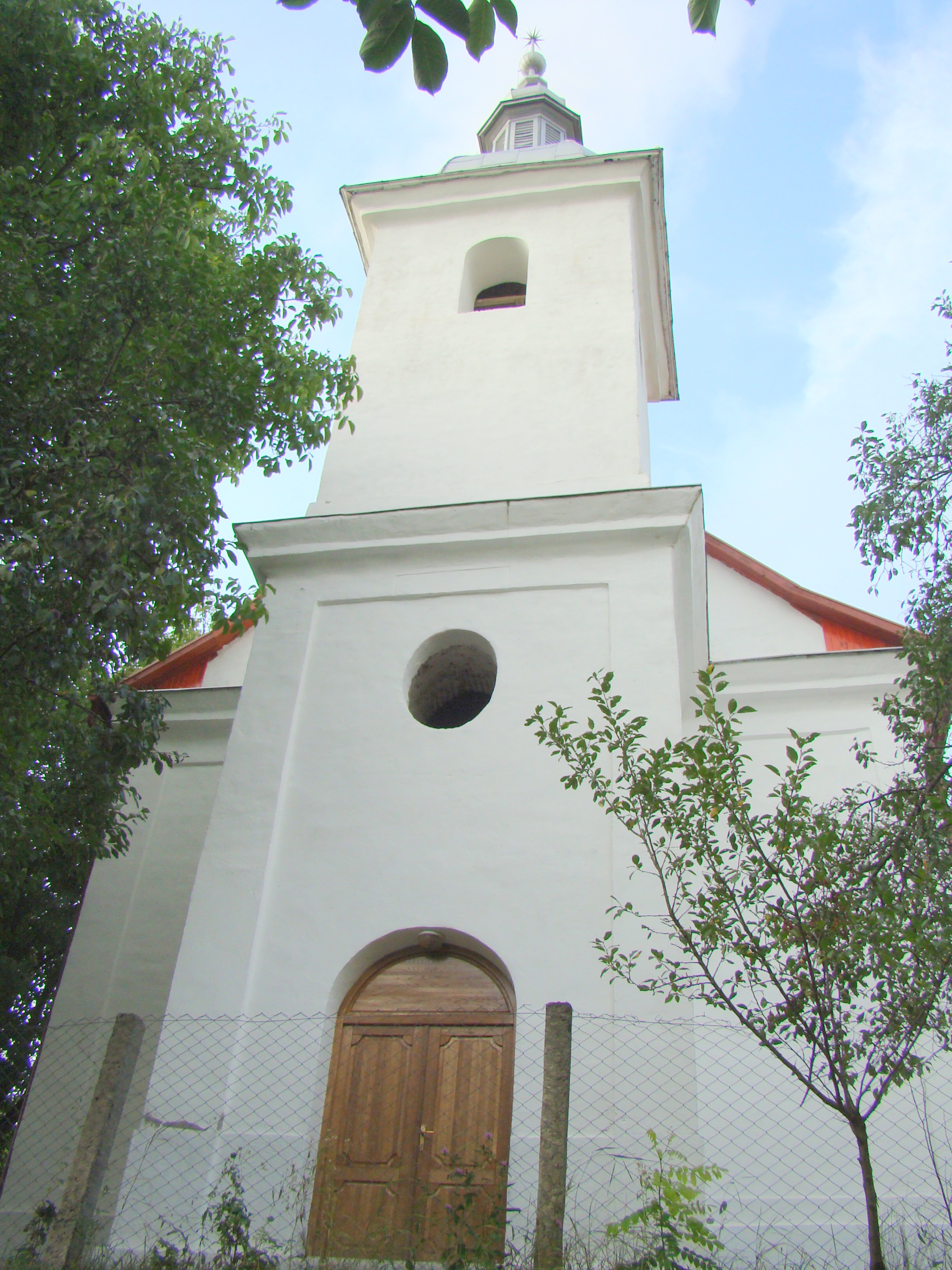
Biserica reformată (1780) monument istoric
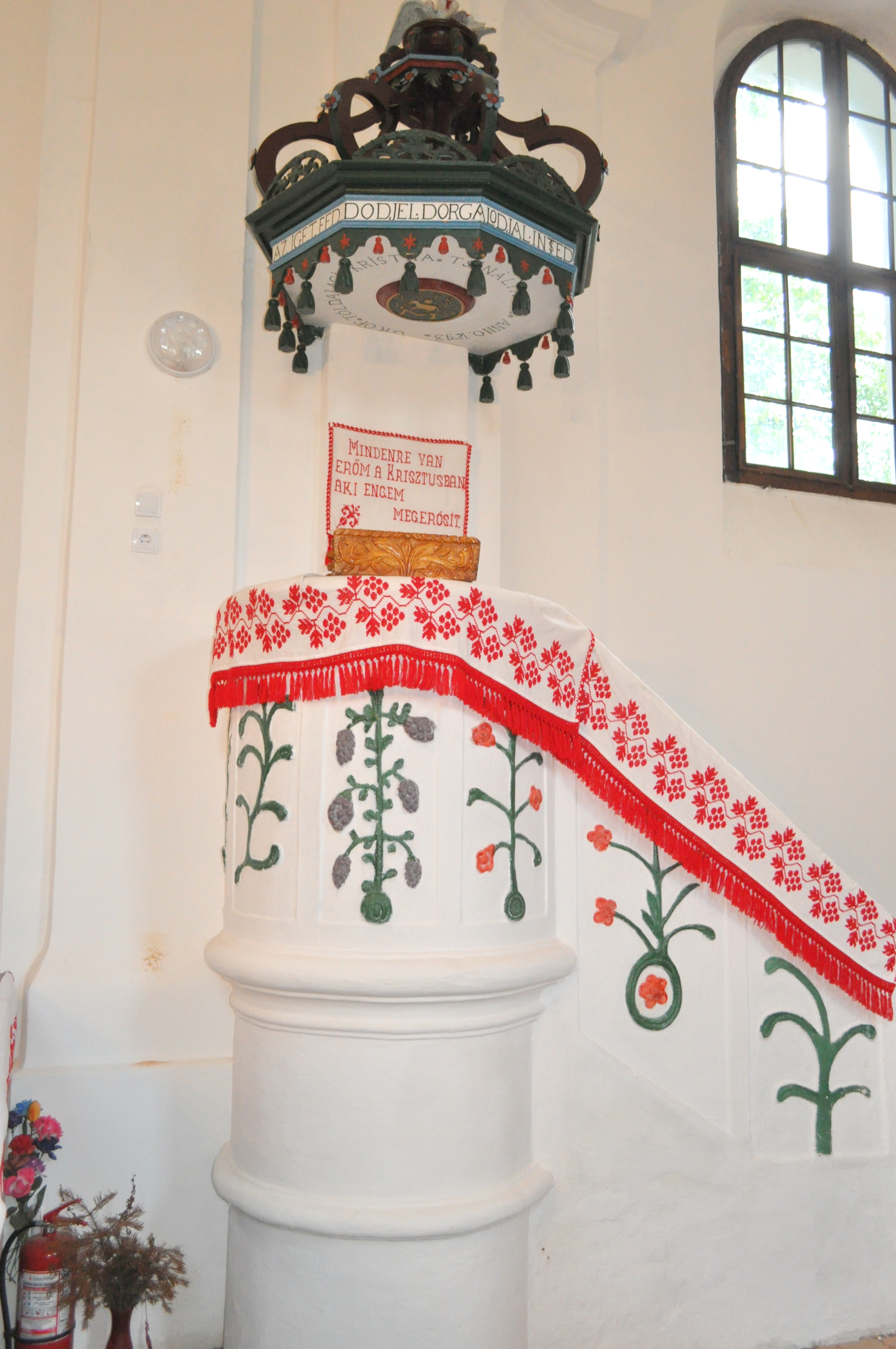
Amvonul bisericii reformate
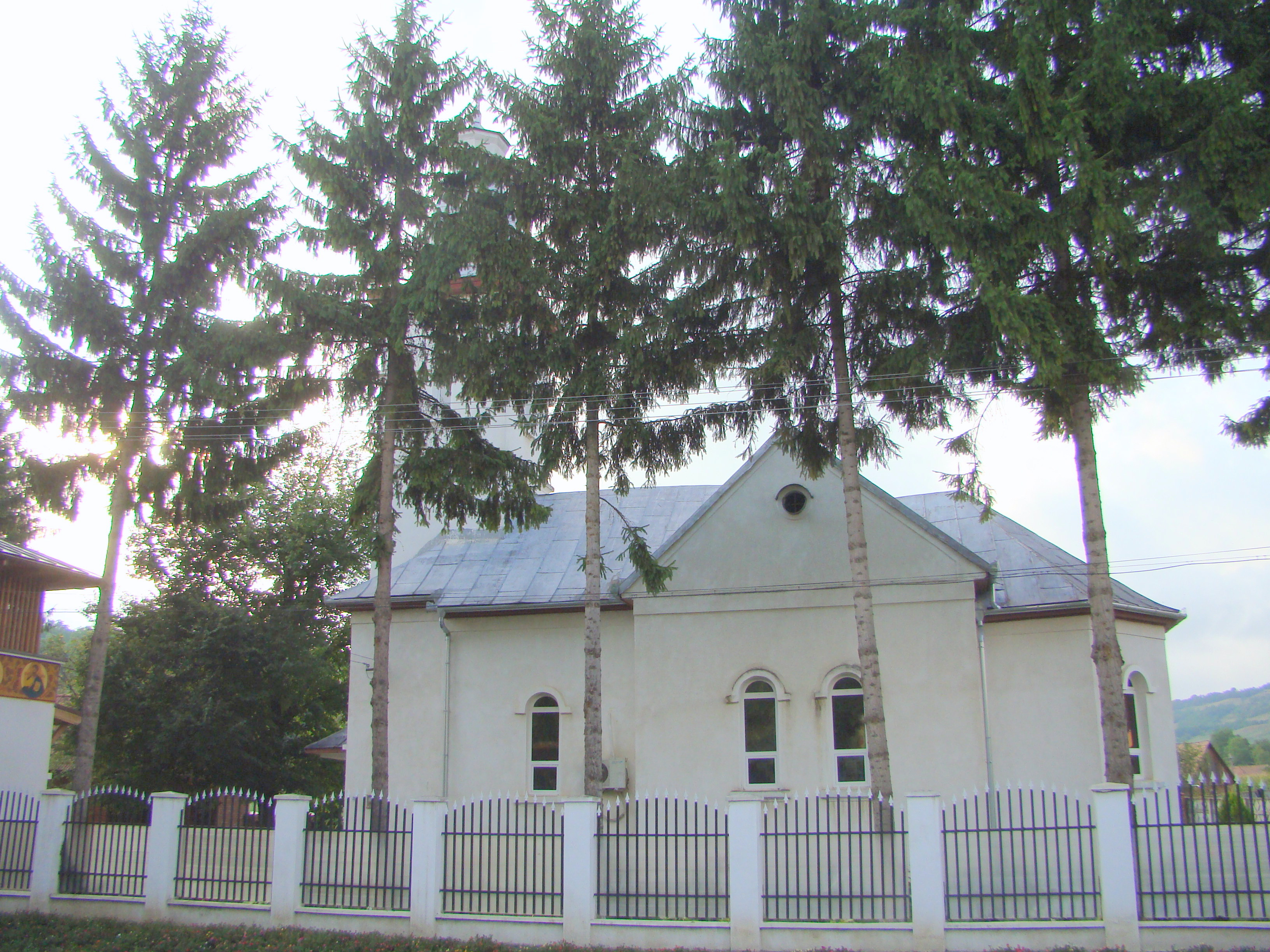
Biserica ortodoxă (1935)
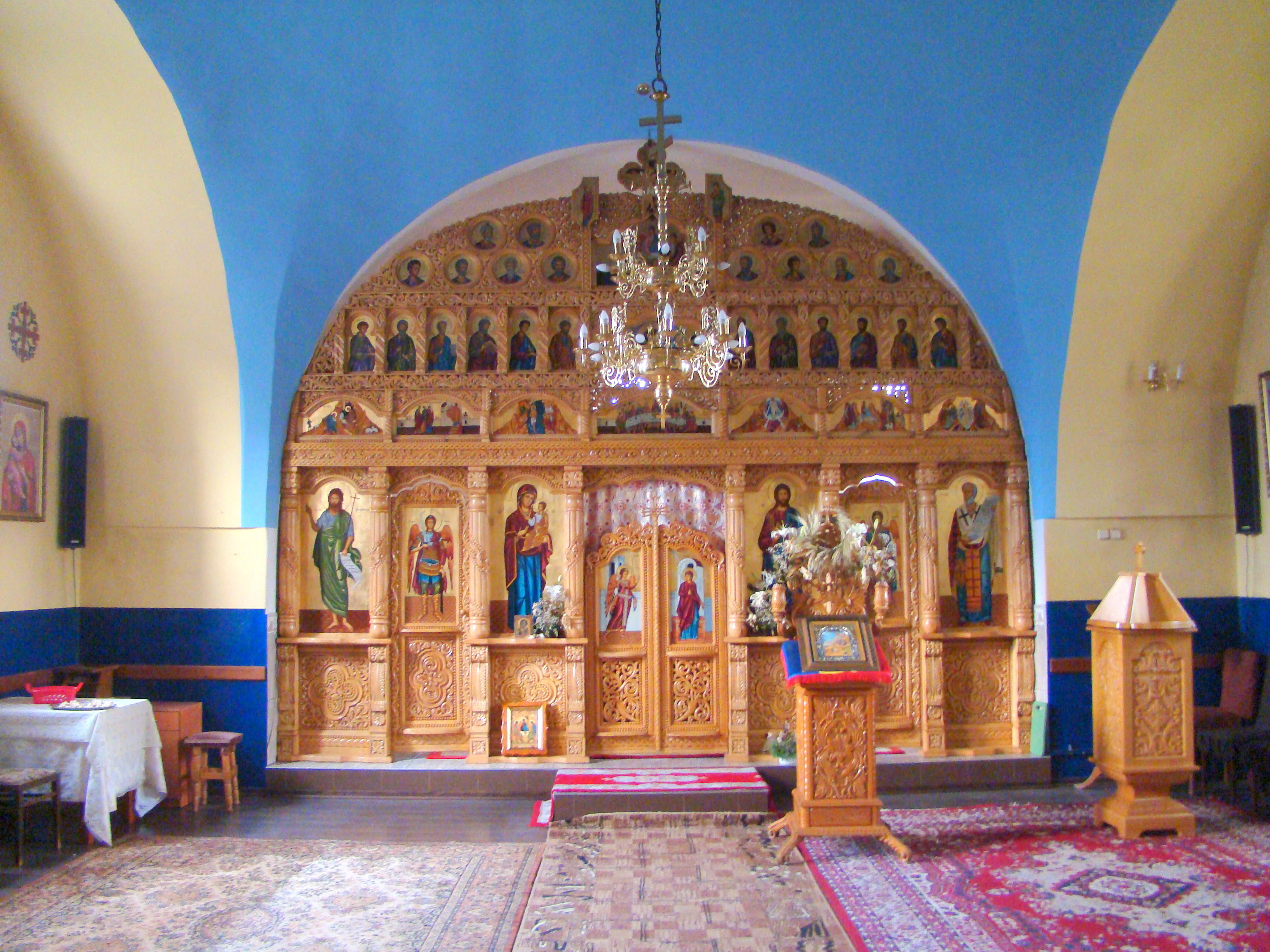
Biserica ortodoxă (iconostasul)